# Tercer Orde de Sant Domènec
El Tercer Orde de Sant Domènec és un tercer orde catòlic romà vinculat a l'Orde de Sant Domènec.

## Origen
Va començar com un sistema de vida laic, els membres del qual seguien les directrius espirituals dels dominics. De fet, els laics s'agruparen, per iniciativa pròpia, en fraternitats per seguir els ideals de vida de l'orde religiós, però sense formar-ne part ni ésser religiós.
Munio de Zamora, el setè mestre general dels Dominics, va formular una regla definitiva per a l'orde en 1285. Segons ella, l'Ordo de Poenitentia (Orde de Penitència, que era el nom que rebia aquest moviment laic) havia de ser regulat en cada lloc per un pare dominic i havia d'obeir el superior provincial de l'orde i els seus mestres generals. Aquesta regla va ser aprovada pel papa el 1405.
L'objectiu era permetre els laics aproximar-se a l'ideal de vida monàstica, vida apartada del món i dels seus mals. El 1923, la regla va ser modificada per a adaptar-la a les necessitats de la vida moderna. Altres reformes van fer-se en 1964, 1972 i 1985.
No va anomenar-se tercer orde fins després del segle XIII: eren coneguts com a Germans i Germanes de Penitència de Sant Domènec.
Simultàniament, va començar a existir un altre orde, en aquest cas militar: la Milícia de la Fe de Jesucrist o Militia Jesu Christi, creada per a la defensa de l'Església contra els albigesos i també vinculada a l'orde dominic.
La unió dels dos grups, la Milícia de Jesucrist i l'Orde de Penitència, van donar lloc al Tercer Orde de Sant Domènec.
Els objectius eren la predicació i la penitència, el coneixement dels misteris de la fe i la seva difusió. En segon lloc, la defensa de l'Església i, finalment, la pregària en comú.
Avui, el Tercer Orde es pot dividir en dues branques:
- la regular, o Terciaris conventuals, homes o dones que viuen en comunitat i porten l'hàbit
- la secular, amb membres casats o solters, clergues o laics, que viuen la seva vida com els altres, però que en privat practiquen l'austeritat, la pregària d'acord amb l'orde dominicà i en segueixen les directrius.

Les Terciàries conventuals es remunten als orígens de l'orde (habitualment, se cita el paper d'Emily Bicchieri, el 1255. Els terciaris van arribar molt més tard, per obra del Père Lacordaire, en 1852.
La majoria de membres del tercer orde són seculars.

### Alguns dominicans laics coneguts
- Santa Caterina de Siena (1347-1380) - Doctora de l'Església
- Benoîte Rencurel (1647-1718) - Vident de Notre Dame du Laus
- Santa Rosa de Lima - santa peruana
- Donoso Cortés - polític i parlamentarista espanyol
- Mélanie Calvat (1831-1903) - Una de les nenes de Notre Dame de la Salette
- Benet XV (1854-1922) - Papa
- Carlos Saavedra Lamas (1878-1959) - Preu Nobel de la Pau (1936)
- Bernard Alberto Houssay (1887-1971) - Preu Nobel de Medicine (1947)
- Sigrid Undset (1889-1949) - Preu Nobel de Literatura (1928)
- Aldo Moro (1916-1978) - Ministre italià